# Temple d'Isis (Dendour)
Pour les articles homonymes, voir Liste des temples d'Isis.
Le temple d'Isis de Dendour est un temple nubien construit pendant la période romaine et aujourd'hui conservé au Metropolitan Museum of Art de New York.

## Construction
Commandé par l'empereur romain Auguste, le temple est construit, vers l'an 15 avant notre ère, en grès. Il mesure vingt-cinq mètres depuis la porte jusqu'au fond et huit mètres de hauteur. Ses murs sont décorés de bas-reliefs sur lesquels sont conservées des traces de couleur.
Il est d'abord dédié à la déesse Isis et aux dieux Harpocrate et Osiris. Mais, en 577, il est converti en église chrétienne.

## Sauvegarde
Sous la présidence de Gamal Abdel Nasser, l'Égypte se lance, en 1954, dans la construction du haut barrage d'Assouan. Les eaux du lac ainsi généré vont alors engloutir la vallée du Haut-Nil depuis Assouan jusqu'à la cataracte de Dal au Soudan. Cette région connue depuis l'Antiquité sous le nom de Nubie recèle d'importants trésors archéologiques dont de nombreux temples antiques. Aussi, en 1959, les gouvernements égyptien et soudanais demandent de l'aide à l'UNESCO afin de sauver ces sites.
Une vaste campagne internationale pour la sauvegarde des monuments de Nubie est alors engagée. De nombreux sites sont démantelés pour être reconstruits ailleurs dont le temple de Dendour en 1962.

## Exposition
Les États-Unis participant à la vaste campagne internationale pour la sauvegarde des monuments de Nubie, l'Égypte, pour les remercier, leur offre, en 1965, le temple de Dendour. De même, les Pays-Bas reçoivent celui de Tafa, l'Espagne, celui de Debod et l'Italie, celui d'Ellesiya.
Le temple est ainsi, depuis 1978, exposé dans une salle du Metropolitan Museum of Art de New York.
Depuis 1978, plusieurs demandes de restitution des autorités archéologiques égyptiennes furent adressés aux autorités américaines, mais toutefois sans l'aval officiel de l'État égyptien[réf. souhaitée].

Temple de Dendour
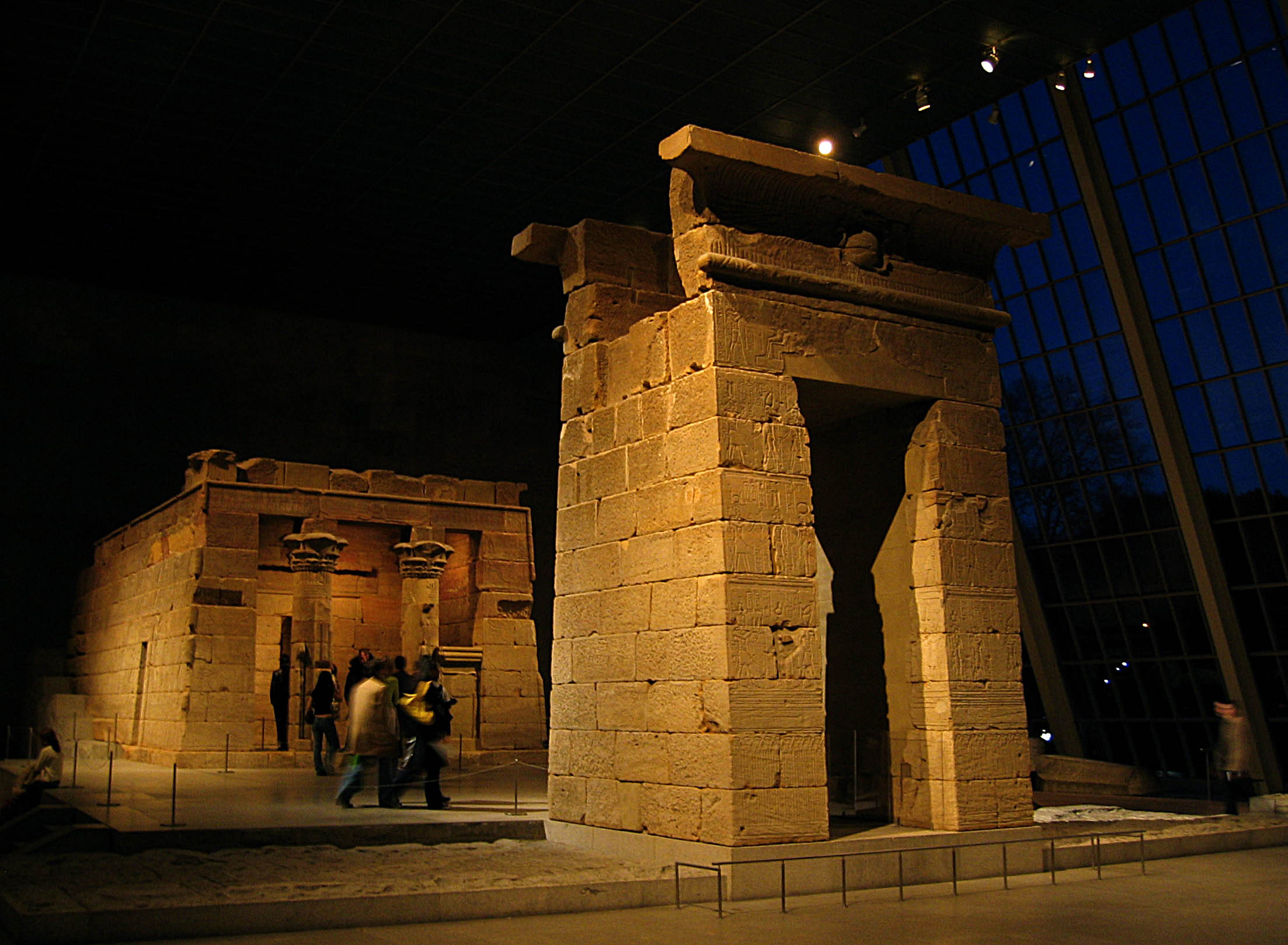
Vue du temple, de nuit, au Metropolitan Museum of Art de New York.
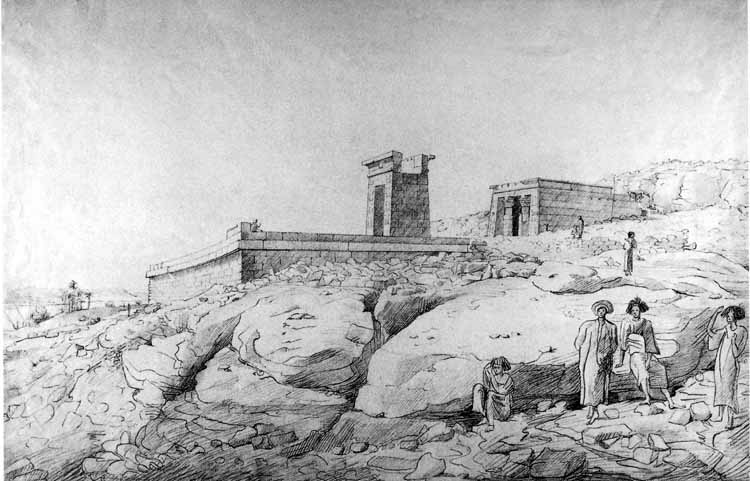
Le temple dessiné par Henry Salt, son découvreur britannique.